# ادی کو
ادی کو (انگلیسی: Eddy Ko؛ زادهٔ ۱۹۴۷) بازیگر اهل هنگ کنگ است. با آنکه وی در چین به دنیا آمد؛ اما در دوران خردسالی به همراه والدینش به هنگ کنگ بریتانیا مهاجرت کردند.
از فیلم‌ها یا برنامه‌های تلویزیونی که وی در آن نقش داشته‌است، می‌توان به مریخی و اسلحه مرگبار ۴ اشاره کرد.